# Sutton-Alpine
Sutton-Alpine és una concentració de població designada pel cens dels Estats Units a l'estat d'Alaska. Segons el cens del 2000 tenia 1.080 habitants.

## Demografia
Segons el cens del 2000, Sutton-Alpine tenia 1.080 habitants, 278 habitatges, i 179 famílies La densitat de població era de 2,8 habitants/km².
Dels 278 habitatges en un 34,9% hi vivien nens de menys de 18 anys, en un 52,5% hi vivien parelles casades, en un 6,5% dones solteres, i en un 35,3% no eren unitats familiars. En el 29,5% dels habitatges hi vivien persones soles el 6,1% de les quals corresponia a persones de 65 anys o més que vivien soles. El nombre mitjà de persones vivint en cada habitatge era de 2,53 i el nombre mitjà de persones que vivien en cada família era de 3,09.
Per edats la població es repartia de la següent manera: un 19,3% tenia menys de 18 anys, un 9,8% entre 18 i 24, un 40,7% entre 25 i 44, un 25% de 45 a 60 i un 5,2% 65 anys o més.
L'edat mediana era de 37 anys. Per cada 100 dones de 18 o més anys hi havia 261,8 homes.
La renda mediana per habitatge era de 35.652 $ i la renda mediana per família de 36.563 $. Els homes tenien una renda mediana de 31.827 $ mentre que les dones 28.750 $. La renda per capita de la població era de 20.436 $. Aproximadament el 6,9% de les famílies i l'11,3% de la població estaven per davall del llindar de pobresa.

## Poblacions més properes
El següent diagrama mostra les poblacions més properes.